# Per on passa el futur
Per on passa el futur és un documental produït per Isona Passola i estrenat el 2014 que tracta sobre el corredor mediterrani, la línia ferroviària d'ample Europeu projectada entre Algesires i el centre d'Europa. El film es va estrenar el dia 11 de febrer al Parlament Europeu, a Brussel·les, en un acte que va comptar amb la presència de Ramon Tremosa.
La cinta explica les virtuts i reptes del projecte i com aquest està relacionat amb el futur de Catalunya, i com el govern espanyol ha intentat repetides vegades dur a terme l'alternativa d'un corredor central que passi per Madrid.
El documental també explica altres reptes que afronta aquest projecte són l'existència d'altres eixos de transport mundial com són l'ampliació del Canal de Panamà o el possible desgel dels pols, que podrien modificar moltes de les rutes marítimes comercials a nivell mundial.